# Bolboceratex rhodesianus
Bolboceratex rhodesianus là một loài bọ cánh cứng trong họ Geotrupidae. Loài này được Petrovitz miêu tả khoa học năm 1973.
Loài này phân bố ở Zimbabwe.